# NGC 1501
NGC 1501 ist ein planetarischer Nebel im Sternbild Giraffe, welcher etwa 4200 Lichtjahre von der Erde entfernt ist. Der Zentralstern von NGC 1501 ist ein kohlenstoffreicher, massearmer Wolf-Rayet-Stern mit einer Temperatur von ca. 130.000 Kelvin. NGC 1501 wurde am 3. November 1787 von dem deutsch-britischen Astronomen Wilhelm Herschel entdeckt.